# Campionati europei di ginnastica aerobica 2009
I Campionati europei di ginnastica aerobica 2009 sono stati la 6ª edizione della competizione organizzata dalla Unione Europea di Ginnastica.
Si sono svolti a Liberec, in Repubblica Ceca, dal 20 al 22 novembre 2009.

## Medagliere
| Pos.   | Nazione | Oro | Argento | Bronzo | Totale |
| ------ | ------- | --- | ------- | ------ | ------ |
| 1      | Romania | 3   | 1       | 2      | 6      |
| 2      | Spagna  | 1   | 1       | 0      | 2      |
| 3      | Italia  | 1   | 0       | 0      | 1      |
| 4      | Francia | 0   | 2       | 2      | 4      |
| 5      | Russia  | 0   | 1       | 1      | 2      |
| Totale | Totale  | 5   | 5       | 5      | 15     |

## Podi
| Evento                | Oro            | Argento                | Bronzo        |
| Individuale maschile  | Ivan Parejo    | Alexander Kondratichev | Mircea Zamfir |
| Individuale femminile | Giulia Bianchi | Sara Moreno            | Aurélie Joly  |
| Coppia mista          | Romania        | Romania                | Francia       |
| Trio                  | Romania        | Francia                | Romania       |
| Gruppo                | Romania        | Francia                | Russia        |